# Silene villosa
Silene villosa är en nejlikväxtart som beskrevs av Peter Forsskål. Silene villosa ingår i släktet glimmar, och familjen nejlikväxter. Utöver nominatformen finns också underarten S. v. erecta.